# Andrzej Maria Deskur
Andrzej Maria Deskur (ur. 29 lutego 1924 w Sancygniowie, zm. 3 września 2011 w Watykanie) – polski duchowny rzymskokatolicki, wysoki urzędnik Kurii Rzymskiej, kardynał diakon w latach 1985–1996, kardynał prezbiter od 1996, kawaler maltański (w zakonie od 27 czerwca 1963 roku), kapelan konwentualny ad honorem, baliw Wielkiego Krzyża Honoru i Dewocji, kawaler Orderu Orła Białego.

## Życiorys
Pochodził z polskiej rodziny szlacheckiej (herbu Góra Złotoskalista) o korzeniach francuskich; syn Andrzeja Ludwika i Stanisławy z Kosseckich, właścicieli dóbr Sancygniów. Uczył się w Gimnazjum w Jaśle, a następnie studiował prawo na Uniwersytecie Jagiellońskim (w ramach tajnego nauczania), następnie (już po wojnie) teologię w Arcybiskupim Seminarium Duchownym w Krakowie i na Uniwersytecie Katolickim w szwajcarskim Fryburgu (obronił doktorat z teologii moralnej). Przyjął święcenia kapłańskie 20 sierpnia 1950 w St. Bonnet-les-Oules (Francja). Prowadził pracę duszpasterską we Francji i Szwajcarii, a we wrześniu 1952 podjął pracę w Watykanie.
Był referentem, następnie podsekretarzem (1964) w Papieskiej Komisji ds. Kinematografii i Radia, przekształconej w 1954 w Papieską Komisję ds. Środków Społecznego Przekazu. Brał udział w pracach przygotowawczych przed soborem watykańskim II, był sekretarzem w Sekretariacie Prasy i członkiem komisji soborowej ds. opracowania dokumentu o środkach masowego przekazu; został powołany na jednego z ekspertów soboru. W 1965 pełnił funkcję sekretarza Komisji Soborowej Apostolstwa Świeckich Środków Przekazu. W 1966 został sekretarzem, a we wrześniu 1973 prezydentem Papieskiej Komisji ds. Środków Społecznego Przekazu. Otrzymał tytuły honorowego szambelana papieskiego (1958) i prałata domowego (1964).
17 czerwca 1974 został prekonizowany biskupem tytularnym Tene, sakry udzielił mu w Watykanie 30 czerwca 1974 papież Paweł VI. Brał udział w sesjach Światowego Synodu Biskupów w Watykanie, a także w III konferencji generalnej Episkopatów Latynoamerykańskich w Puebla (Meksyk, 1979). W lutym 1980 został promowany do rangi arcybiskupa tytularnego; z funkcji prezydenta Papieskiej Komisji Środków Masowego Przekazu Społecznego został emerytowany w kwietniu 1984 (zachował tytuł honorowego prezydenta). W maju 1985 Jan Paweł II wyniósł go do godności kardynalskiej, nadając diakonię San Cesareo in Palatio (wcześniej był to kościół tytularny kard. Karola Wojtyły). Od stycznia 1987 kardynał Deskur pełnił funkcję prezydenta Papieskiej Akademii Niepokalanego Poczęcia; w styczniu 1996 został podniesiony do godności kardynała prezbitera, zachował diakonię S. Cesareo in Palatio w charakterze tytułu prezbiterskiego na zasadzie pro hac vice. Brał udział w pracach licznych instytucji watykańskich, m.in. Kongregacji ds. Kanonizacyjnych, Papieskiej Rady ds. Duszpasterstwa Pracowników Służby Zdrowia, Papieskiej Komisji ds. Państwa Watykańskiego, Kongregacji ds. Kultu Bożego i Dyscypliny Sakramentów. W 1991 odebrał doktorat honoris causa Wydziału Teologicznego Papieskiej Akademii Teologicznej w Krakowie; został uhonorowany m.in. Orderem za Zasługi dla Republiki Włoskiej oraz Wielkim Krzyżem Zasługi Zakonu Maltańskiego.
Był wieloletnim przyjacielem papieża Jana Pawła II. W czasie konklawe, które wybrało Karola Wojtyłę na papieża, arcybiskup Deskur przebywał po ciężkim udarze mózgu w klinice Gemelli; nowy papież odwiedził go w szpitalu krótko po elekcji. Od czasu tej choroby Deskur poruszał się na wózku inwalidzkim. Po ukończeniu 80. roku życia (luty 2004) utracił prawo udziału w konklawe.
10 października 2006 roku został odznaczony przez prezydenta Lecha Kaczyńskiego Orderem Orła Białego.

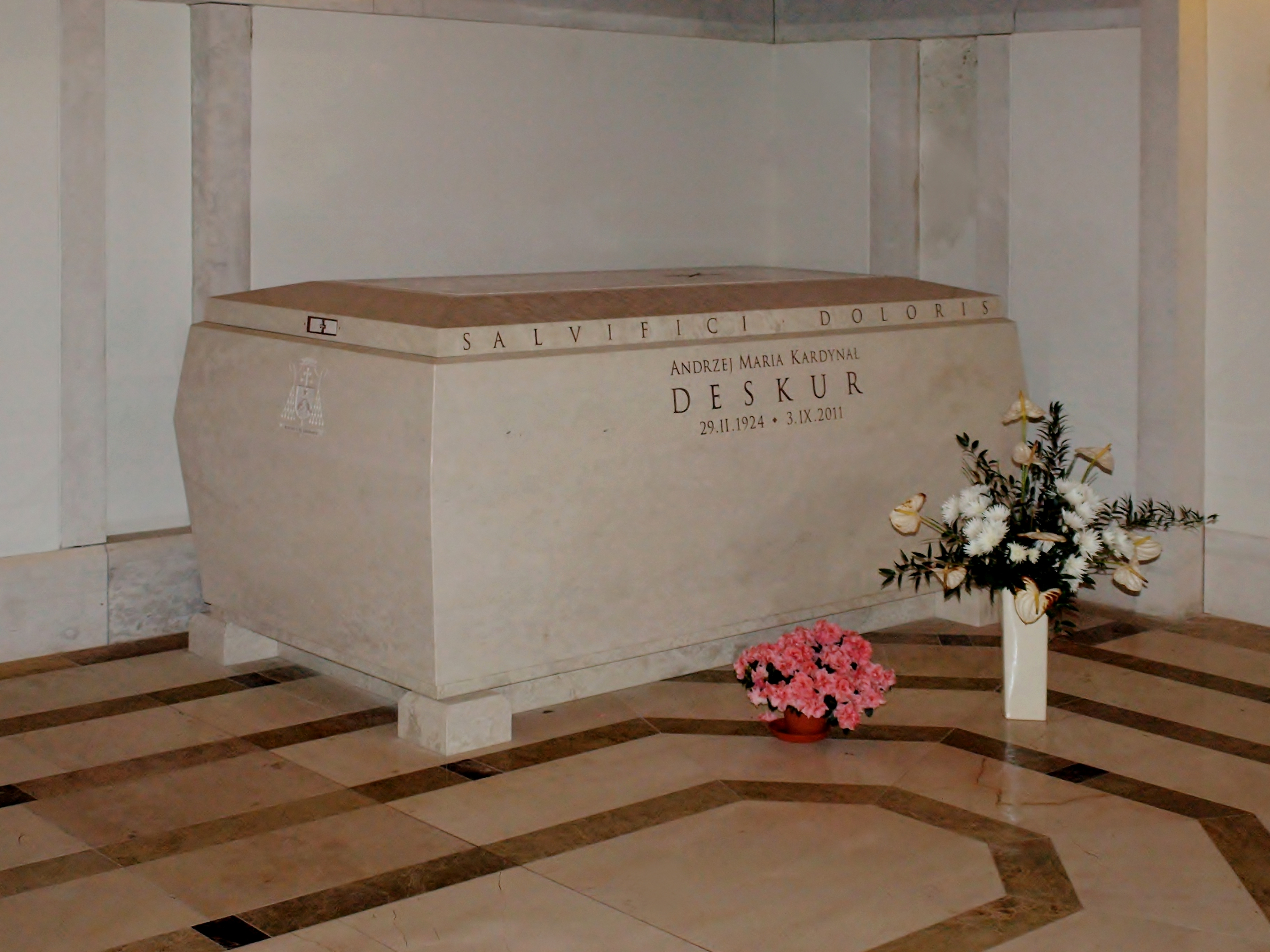
Sarkofag kardynała Andrzeja Marii Deskura

Zmarł 3 września 2011, a jego pogrzeb odbył się 12 września. Został pochowany w krypcie sanktuarium św. Jana Pawła II, znajdującego się na terenie Centrum Jana Pawła II „Nie lękajcie się” w Krakowie. 11 czerwca 2013 obok niego został pochowany kardynał Stanisław Nagy.